# Veronika Jenet
Pour les articles homonymes, voir Jenet.
Veronika Jenet est une monteuse australienne. Elle est connue pour son travail sur les films La Leçon de piano, Le Chemin de la liberté et Lore ainsi que pour ses multiples collaborations avec la réalisatrice Jane Campion.

## Biographie
Veronika Jenet est membre de l'Australian Screen Editors Guild. 
Elle a été nommée à la 66e cérémonie des Oscars dans la catégorie du meilleur montage pour le film La Leçon de piano.

## Filmographie
- 1983 : Passionless Moments de Gerard Lee
- 1989 : Sweetie de Jane Campion
- 1990 : Un ange à ma table de Jane Campion
- 1993 : La Leçon de piano de Jane Campion
- 1995 : Possession vacante de Margot Nash
- 1996 : Portrait de femme de Jane Campion
- 1999 : Holy Smoke de Jane Campion
- 1999 : Broché Hero d'Antony Bowman
- 2002 : Le Chemin de la liberté de Phillip Noyce
- 2004 : Le Frère de l'amour de Jan Sardi
- 2006 : Photographier de Sarah Lambert
- 2007 : Bastard Boys de Raymond Quint
- 2008 : Le Ballon noir d'Elissa Down
- 2009 : Belle Kate de Rachel Ward
- 2009 : The Waiting City de Claire McCarthy
- 2011 : Les Crimes de Snowtown de Justin Kurzel
- 2012 : Lore de Cate Shortland
- 2013 : Around the Block de Sarah Spillane
- 2014 : Les Corbeaux de Jennifer Perrott
- 2015 : Strangerland de Kim Farrant
- 2015 : La Fille de Simon Stone
- 2017 : Jasper Jones de Rachel Perkins
- 2017 : Angels of Chaos de Stephen McCallum
- 2019 : Danger Close: La bataille de Long Tan de Kriv Stenders